# Pinna Nesbit
Pinna Nesbit (26 de noviembre de 1896 – 31 de marzo de 1950) fue una actriz de cine mudo canadiense. Estuvo casada dos veces y mantuvo un romance con el rey Eduardo VIII, cuando éste era príncipe de Gales.
Era hija del capitán William A. Nesbit, oficial del ejército británico destinado en Toronto, Ontario, Canadá.
Nesbit estaba casada con el mercero Freddie Cruger en la época de su romance con el príncipe de Gales. Más tarde estuvo casada con John Gaston.

## Filmografía
| Año  | Título                      | Director          | Papel                   |
| ---- | --------------------------- | ----------------- | ----------------------- |
| 1917 | The Page Mystery            | Harley Knoles     | Laura Le Moyle          |
| 1917 | The False Friend            | Harry Davenport   | Marietta                |
| 1917 | The Stolen Paradise         | Harley Knoles     | Katharine Lambert       |
| 1917 | The Price of Pride          | Harley Knoles     | Madge Endicott Black    |
| 1917 | The Beloved Adventuress     | William A. Brady  | Martha Grant            |
| 1917 | The Little Duchess          | Harley Knoles     | Evelyn Carmichael       |
| 1917 | Rasputin, the Black Monk    | Arthur Ashley     | princesa Sonia          |
| 1917 | The Corner Grocer           | George Cowl       | Stella                  |
| 1917 | The Good for Nothing        | Carlyle Blackwell | Clarice Laverne         |
| 1918 | The Beautiful Mrs. Reynolds | Arthur Ashley     | Mrs. Alexander Hamilton |
| 1918 | The Whims of Society        | Travers Vale      | Eleanor Van Schuyler    |
| 1918 | Broken Ties                 | Arthur Ashley     | Corinne La Force        |
| 1918 | Let's Get a Divorce         | Charles Giblyn    | Yvonne de Prunelles     |
| 1918 | Merely Players              | Oscar Apfel       | Maude Foster            |
| 1918 | A Soul Without Windows      | Travers Vale      | Faith Palmer            |
| 1919 | Bolshevism on Trial         | Harvey Knoles     | Barbara Bozenta         |
| 1920 | Partners of the Night       | Paul Scardon      | Mary Regan              |